# Coleodactylus natalensis
Coleodactylus natalensis е вид влечуго от семейство Sphaerodactylidae.

## Разпространение и местообитание
Видът е разпространен в Бразилия (Рио Гранди до Норти).
Обитава градски и гористи местности, дюни, крайбрежия и плажове.